# Ulica św. Jana w Krakowie
Ulica św. Jana – ulica w Krakowie, w dzielnicy I Stare Miasto, na Starym Mieście. Prowadzi z Rynku Głównego na północ, do murów miejskich.
Przed lokacją miasta prowadził tędy szlak handlowy na północ, rozdzielający się następnie na drogi na Śląsk do Sławkowa  oraz do Miechowa. Budując mury miejskie nie postawiono przy wylocie ulicy bramy, gdyż był to grząski, podmokły teren. Ulicę zamykała kamienica, którą w 1678 otrzymali pijarzy, później na jej miejscu zbudowali konwent oraz kościół obecnie zamykający perspektywę ulicy od północy.
Nazwę zawdzięcza mieszczącemu się tu od czasów przedlokacyjnych i zaburzającemu lokacyjny układ ulic, kościołowi św. Jana, a znana jest już od początku XIV w. jako łac. platea sancti Iohannie Baptistae, sente Iohannis Gasse.
Przy ulicy znajdowały się magnackie siedziby Czartoryskich, Lubomirskich, Popielów, Wodzickich. 
Od końca XIX w. rozpoczynano pogrzeby wybitnych osób wyprowadzając trumny z krypty kościoła pijarów ulicą św. Jana na Skałkę, m.in. Józefa Ignacego Kraszewskiego w 1887, prezydenta Krakowa Mikołaja Zyblikiewicza w 1887, Stanisława Wyspiańskiego w 1907.

## Budynki
- ul. św. Jana 1 (Rynek Główny 42) – Kamienica Bonerowska  jej nazwa pochodzi od Jana Bonera, który w 1. połowie XVI w. przebudował istniejącą kamienicę na rezydencję. Ostateczny wygląd budynku nadali Pareńscy pod koniec XIX w. W kamienicy, w latach 1860–1926, znajdowało się atelier fotografa Ignacego Kriegera prowadzone następnie przez jego syna Natana i córkę Amelię.

- ul. św. Jana 2–4 (Rynek Główny 41) – Budynek Feniksa.

- ul. św. Jana 3 – Kamienica Goetzów-Okocimskich. W XVI w. był własnością sekretarza królewskiego Justusa Ludwika Decjusza. Obecny budynek został zaprojektowany (1896–1897) przez Teodora Talowskiego na życzenie Albiny Goetz-Okocimskiej[2]. W latach 1897–1931 mieściła się tu księgarnia muzyczna Antoniego Piwarskiego i ska, a potem Teodora Gieszczykiewicza[3]. Po II wojnie światowej  mieściła się tu Księgarnia Stefana Kamińskiego[4].

- ul. św. Jana 6 (ul. św. Tomasza 11a) – Dawniej stał tutaj budynek zwany Brogiem od wysokiego i stromego dachu. Od 1570 kolejno mieściły się tu : zbór ewangelicki (zburzony i spalony nocą 23/24 maja 1591 podczas zamieszek antyprotestanckich), kościół bernardynów Niepokalanego Poczęcia NP Marii od Żłobka, nazywany „Żłobkiem”. W 1788 bernardyni musieli opuścić kościół, przejęli go na krótko bazylianie. W 1797 dekretem cesarskim świątynię wystawiono na sprzedaż, działała w nim oberża „Pod Królem Węgierskim” Węgra Macieja Knotza. Po przebudowie według projektu Szczepana Humberta ok. 1818 hotel „Saski”.  Od 1916 w jednej z sal kinoteatr „Sztuka”, następnie Krakowskie Centrum Kinowe „ARS”. Obecnie (2023) kamienica wchodzi w skład kompleksu budynków hotelu „Saskiego”.

- ul. św. Jana 7 – Kościół św. Jana Chrzciciela i św. Jana Ewangelisty oraz klasztor sióstr prezentek ufundowany przez Ludwika Grabiańskiego w latach 1715–1738. Obok klasztoru była szkoła dla dziewcząt. Obecnie w budynku konwentu mieści się także Gimnazjum i Liceum ss. prezentek.

- ul. św. Jana 8–10 (ul. św. Tomasza 14) – Historia kamienicy sięga średniowiecza. W 1714 roku należała do biskupa Michała Szembeka, który założył tu szpital, prowadzony przez siostry szarytki. W 1773 dom należał do Urszuli Dembińskiej, która nakazała otoczyć cztery kościoły (św. Anny, Dominikanów, Mariacki, św. Wojciecha) łańcuchami na kamiennych słupach. Na przełomie XIX i XX w. Eustachy Jaxa Chronowski dołączył wraz z kamienicą nr 10 do Grand Hotelu, którego był właścicielem.

- ul. św. Jana 9 – Kamienica Bajerowska z XIV wieku, przebudowywana w wiekach XVIII i XIX.

- ul. św. Jana 11 – Pałac Wodzickich (Przebendowskich). Powstał w XIX w. przez połączenie dwóch kamienic i przebudowany w 1780 na pałac przez starostę krakowskiego Ignacego Przebendowskiego. Po pożarze z 1781 został zakupiony przez Franciszka Wodzickiego i przebudowany zgodnie z projektem Ferdynanda Naxa.

- ul. św. Jana 12 – Kamienica Krauzowska (Łukaszewiczowska). Początki jej sięgają XIV w., w 1611 przebudowana przez Jana Baptystę Petriniego i Giovanniego Trevanę. Nazwę swoją zawdzięcza właścicielowi Krzysztofowi Krauze, rajcy miejskiemu, dzięki którego inicjatywie w herbie Krakowa widnieje orzeł polski. W 1912 roku kamienica zakupiona została przez Klemensa Bąkowskiego, który w testamencie zapisał ją Towarzystwu Miłośników Historii i Zabytków Krakowa.

- ul. św. Jana 13 (ul. św. Marka 16) – Kamienica Chwalibogowskich powstała przez połączenie czterech XV-wiecznych domów. Zaprojektowana w połowie XVIII w. prawdopodobnie przez Franciszka Placidiego jako pałac w typie dworu. W 1. połowie XIX w. właścicielem został prawnik i polityk Konstanty Leon Chwalibogowski. Drugie i trzecie piętro nadbudowano kolejno w 2. połowie XIX i w 1. połowie XX w.

- ul. św. Jana 14 – Kamienica Tencerowska (Bayerowska). Pochodzi z XVI w., obecny wygląd zyskała  po przebudowach w 1824 oraz w 1876. Na parterze znajduje się galeria autorska Andrzeja Mleczki.

- ul. św. Jana 15 – Pałac Lubomirskich powstał przez połączenie i przebudowanie trzech kamienic w XVII w. W drugiej połowie XVIII w. jego właścicielem był książę Józef Czartoryski, a od drugiej połowy XIX rodziny Lubomirskich. W 1858 odbyła się w nim pierwsza Wystawa Starożytności Polskich  zorganizowana przez Towarzystwo Naukowe Krakowskie. Aktualny wygląd pałac otrzymał po przebudowie w latach 1873–1874, przeprowadzonej przez krakowskiego architekta Maksymiliana Nitscha.

- ul. św. Jana 16 – Kamienica Hallerowska zbudowana w średniowieczu, w XVI w. jej właścicielami byli Langowie, potem rodzina nadwornego lekarza Zygmunta Augusta Jana Antonina. Nazwę swą zawdzięcza Stanisławowi Hallerowi, do którego należała w 1. połowie XVII w. Następni właściciele doprowadzili dom do ruiny, został wyremontowany w 1824 r.

- ul. św. Jana 17–19 (ul. Pijarska 15)  – Pałac Czartoryskich, obecnie w kompleksie Muzeum Książąt Czartoryskich jednego z najstarszych muzeów w Polsce.

- ul. św. Jana 18 – Kamienica Sasinowska, w pierwszej połowie XV w. należała do Czeczotów, na początku XVII w. do Kaspra Sasina, skąd wzięła nazwę. Przebudowywali ją kolejni właściciele, w XVIII w. Gabriel Mikołaj Sierakowski, w latach 1873–1874 książę Eugeniusz Lubomirski. Z końcem XIX w. przerobiono parter kamienicy, zachowując portal z herbem Ogończyk.

- ul. św. Jana 20 (ul. św. Marka 15) – Kamienica Popielów (Kołłątajowska), przerobiona przez Franciszka Placidiego z dwóch kamienic mieszczańskich na zlecenie cystersów z Jędrzejowa. W latach 1782–1791 zamieszkiwał tu ks. Hugo Kołłątaj. Na początku XIX w. należała do rodziny Wielogłosowskich, którzy w 1817 odsprzedali ją Konstantemu Popielowi. W tej kamienicy odbywały się spotkania czwartkowe gromadzące elitę intelektualną Krakowa; organizował je syn Konstantego Paweł Popiel. W połowie XIX w. budynek był siedzibą Krakowskiego Towarzystwa Naukowego. Na parterze kamienicy zamieszkiwał Karol Hubert Rostworowski. W swojej krakowskiej rezydencji Popielowie zgromadzili cenne archiwum i okazałą bibliotekę. Zbiory te zostały następnie przeniesione do ich domu przy ul. Basztowej nr 3. Pałac Popielów zdobi piękny portal barokowy oraz ciekawe detale rokokowe. Całość uzupełnia stylowa krata przed klatką schodową i XVIII-wieczna balustrada. Na parterze budowli uwagę zwracają pomieszczenia o sklepieniach beczkowych. Fasadę pałacu ozdabiają obramienia okien pierwszego piętra[5].

- ul. św. Jana 22 (ul. św. Marka 14) – Dom narożny  powstały z trzech kamienic na św. Jana i dwóch domów na ulicy św. Marka. W XVI w. należał do rodziny Montelupich. Na początku XVII w. powstał tu kościół św. Urszuli wraz z klasztorem bonifratrów. W 1812 kościół zlikwidowano, a klasztor przeniesiono na Kazimierz. W 1818 budynek zakupił Maciej Knotz, w latach 1830–1844 był tu teatr. Budynek został przejęty przez Polską Akademię Umiejętności.

- ul. św. Jana 26 – Dom Dziboniego, na początku XVII w. była tu słodownia, w 1635 r. przebudowano go na dom mieszkalny. Od połowy XVII w. nazywany jest domem Dziboniego od ówczesnego właściciela Włocha Baltazara Gibboniego, który dostarczył armii królewskiej armat i amunicji na bitwę pod Beresteczkiem. Budynek stał się siedzibą Archiwum Nauki PAN i PAU.

- ul. św. Jana 28 – Dom Piorkowski, powstał na przełomie XV i XVI w., w 1535 r. należała do Barbary Piorkowej. Wielokrotnie przebudowywana ostateczny wygląd uzyskała w 1874 r.

- ul. św. Jana 30 –  Kamienica Pod Pawiem. Od 1496 r. należała do miasta i nazywała się Dom Panów Radziec Krakowskich. Była wydzierżawiana karczmarzom i piwowarom, którzy mieli tu karczmę. Od XVII w. nazywana kamienicą Sub Pavone – Pod Pawiem. W powieściach kryminalnych Maryli Szymiczkowej mieszka w niej główna bohaterka, profesorowa Zofia Szczupaczyńska.

- ul. św. Jana 32 (ul. Pijarska 13) – Hotel Francuski

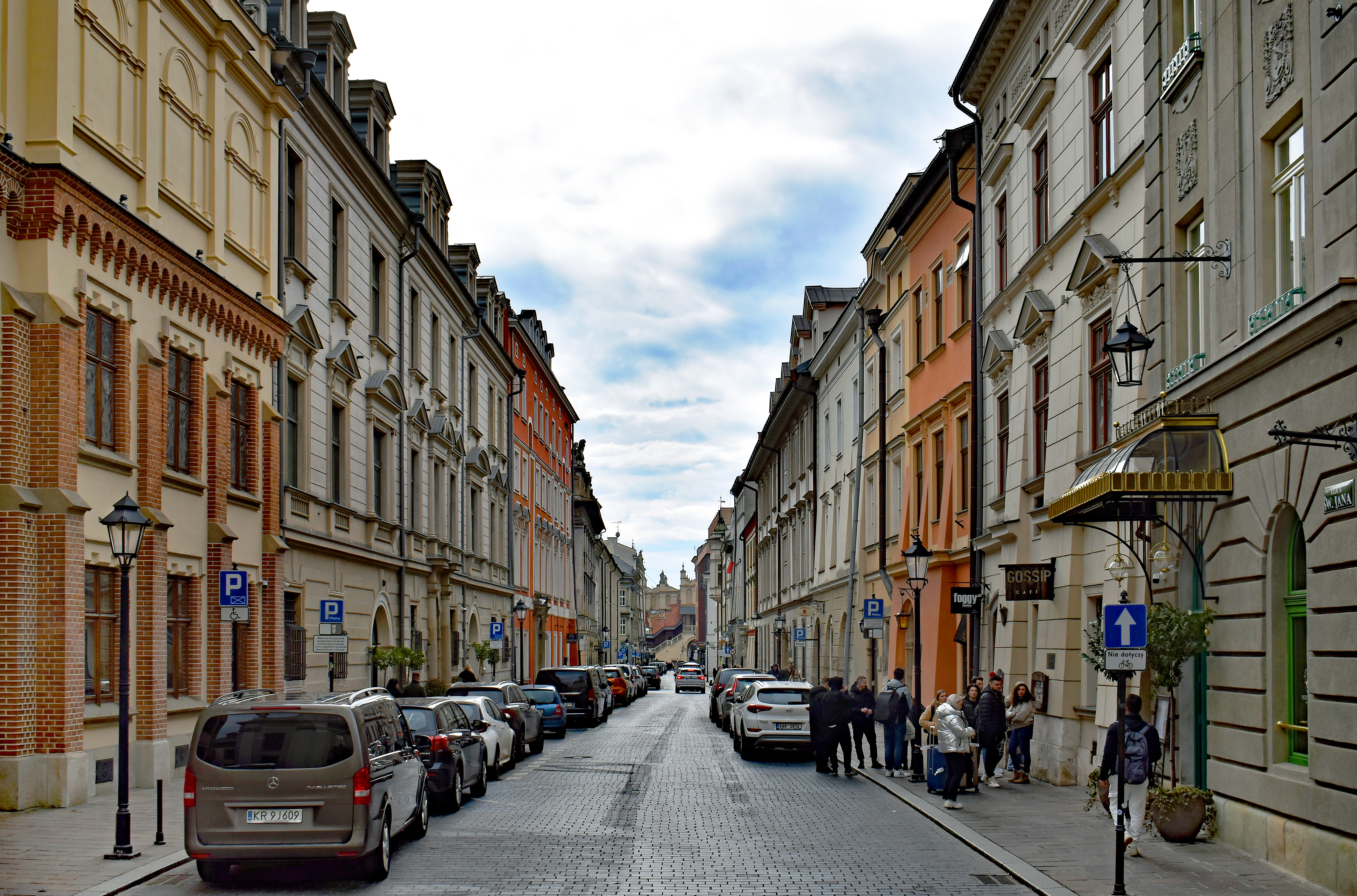
Widok z ul. Pijarskiej na południe
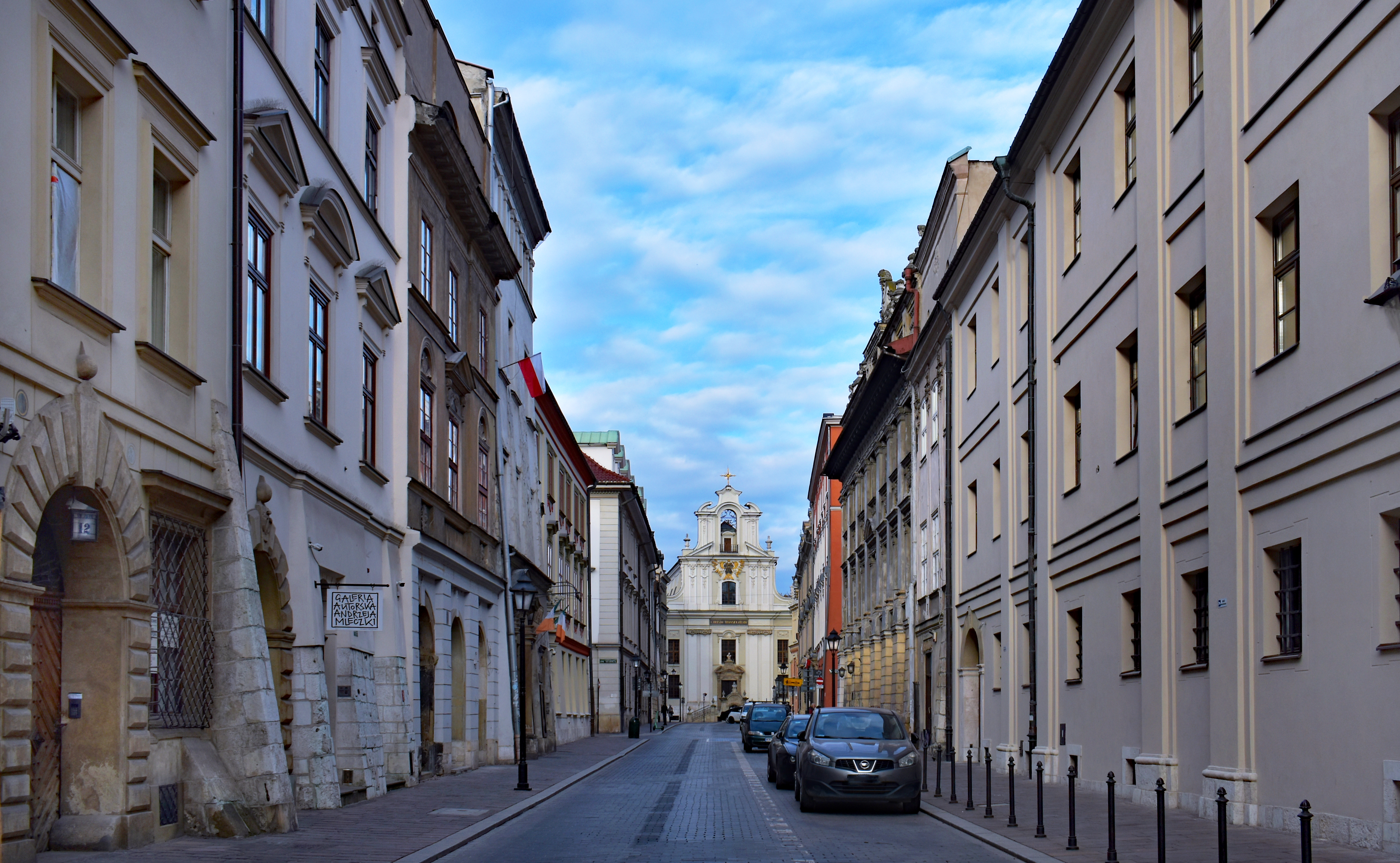
Perspektywę ulicy na północy zamyka bryła kościoła pijarów
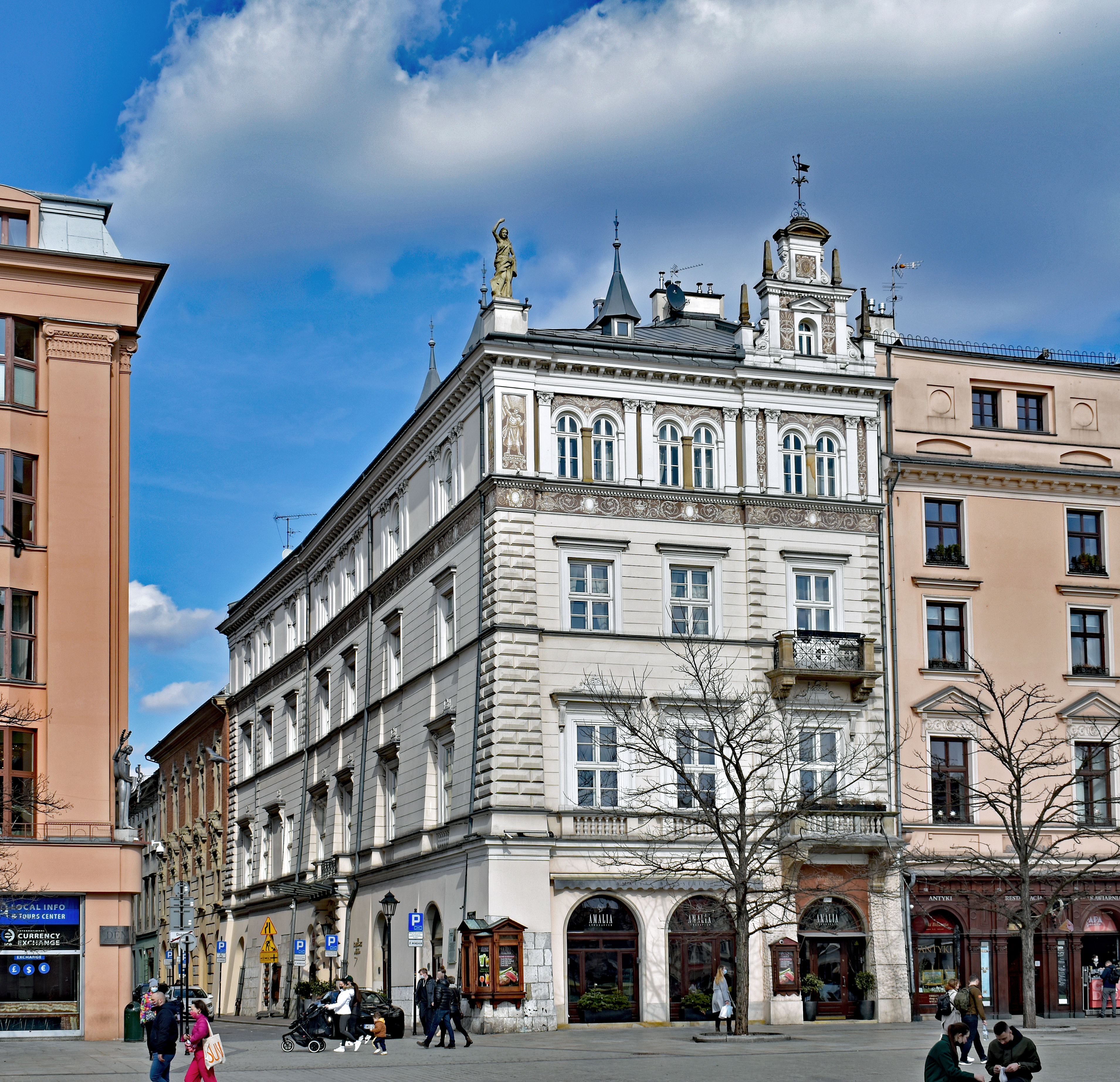
ul. św. Jana 1 Kamienica Bonerowska
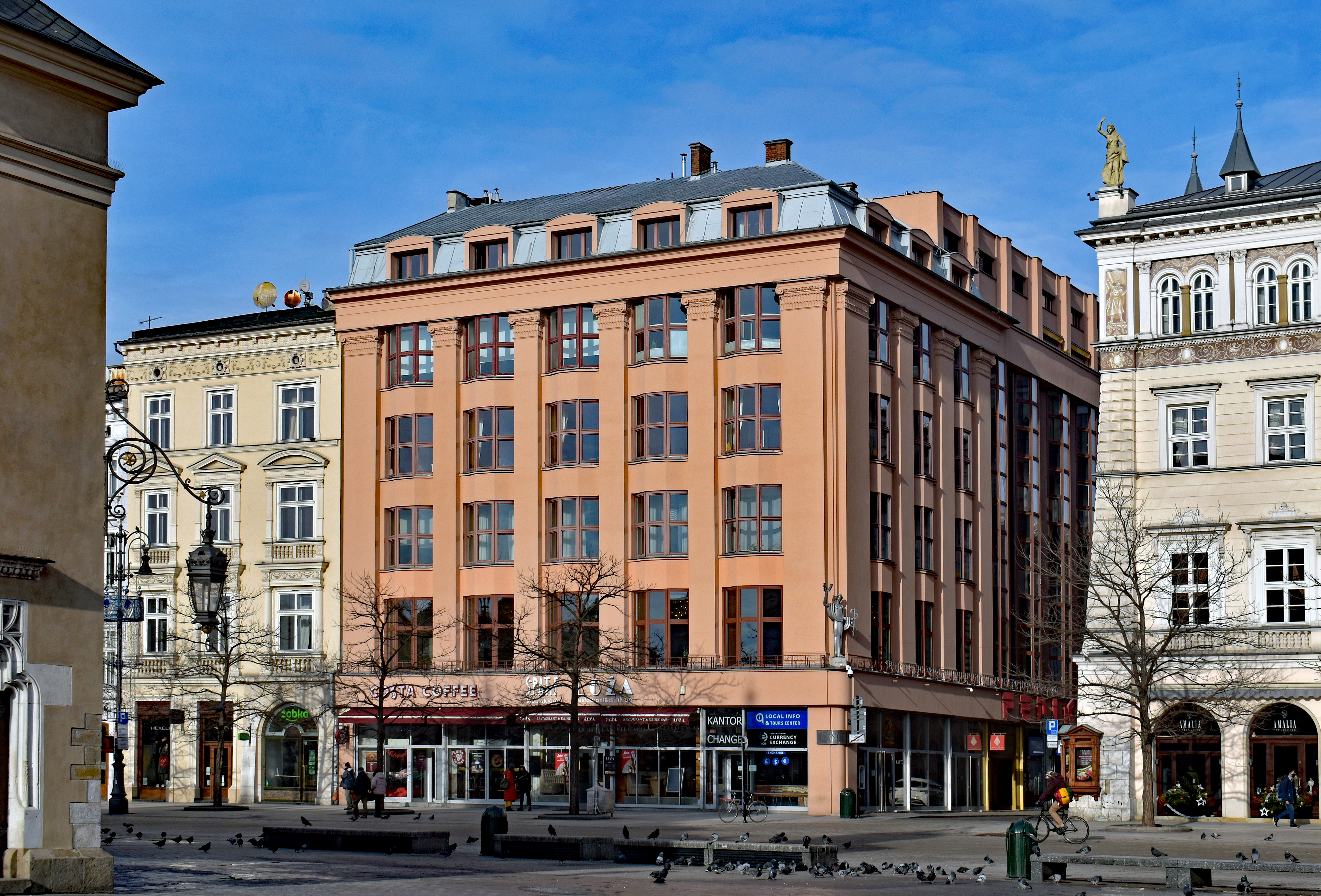
ul. św. Jana 2–4 Budynek Feniksa
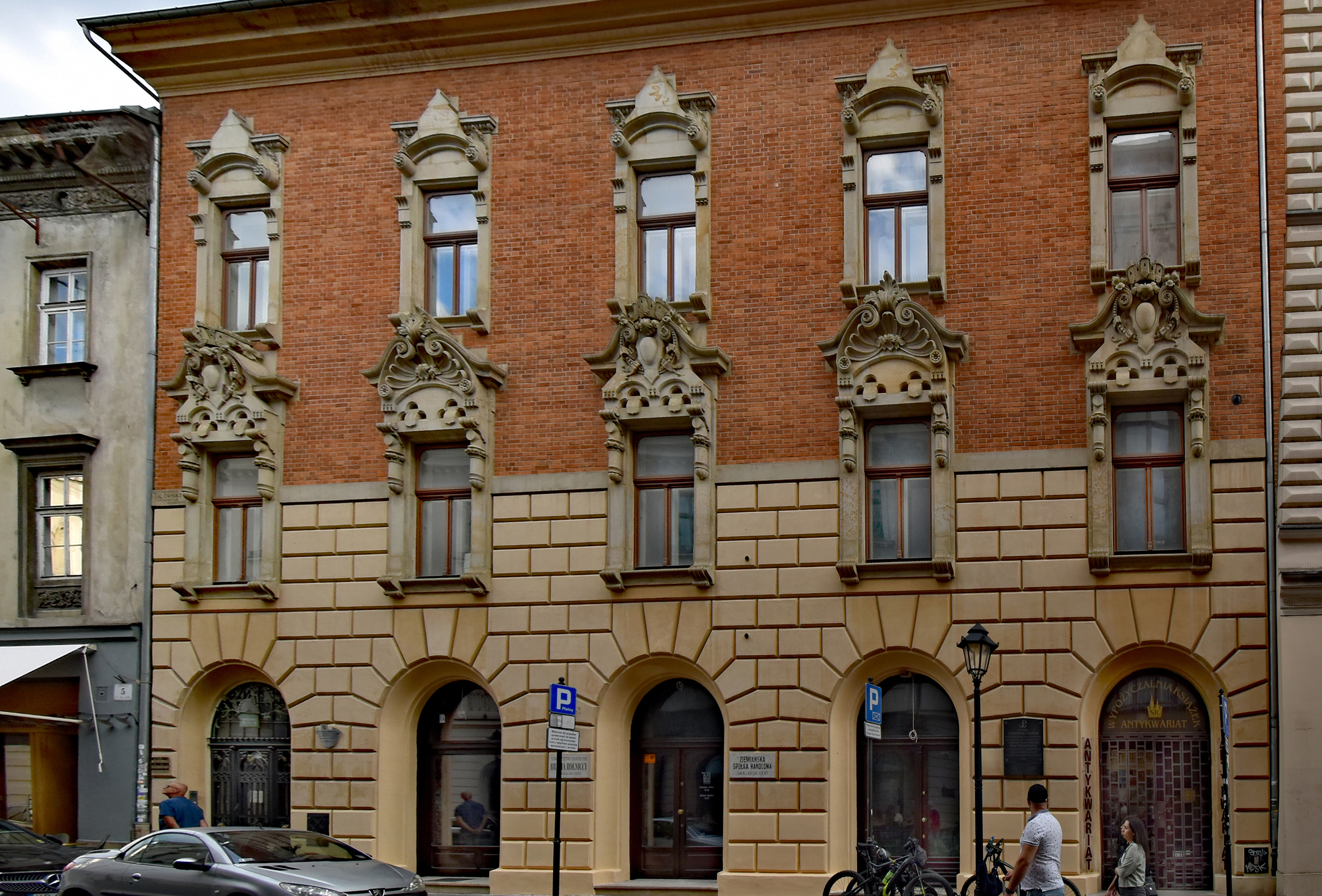
ul. św. Jana 3 Kamienica Goetzów-Okocimskich
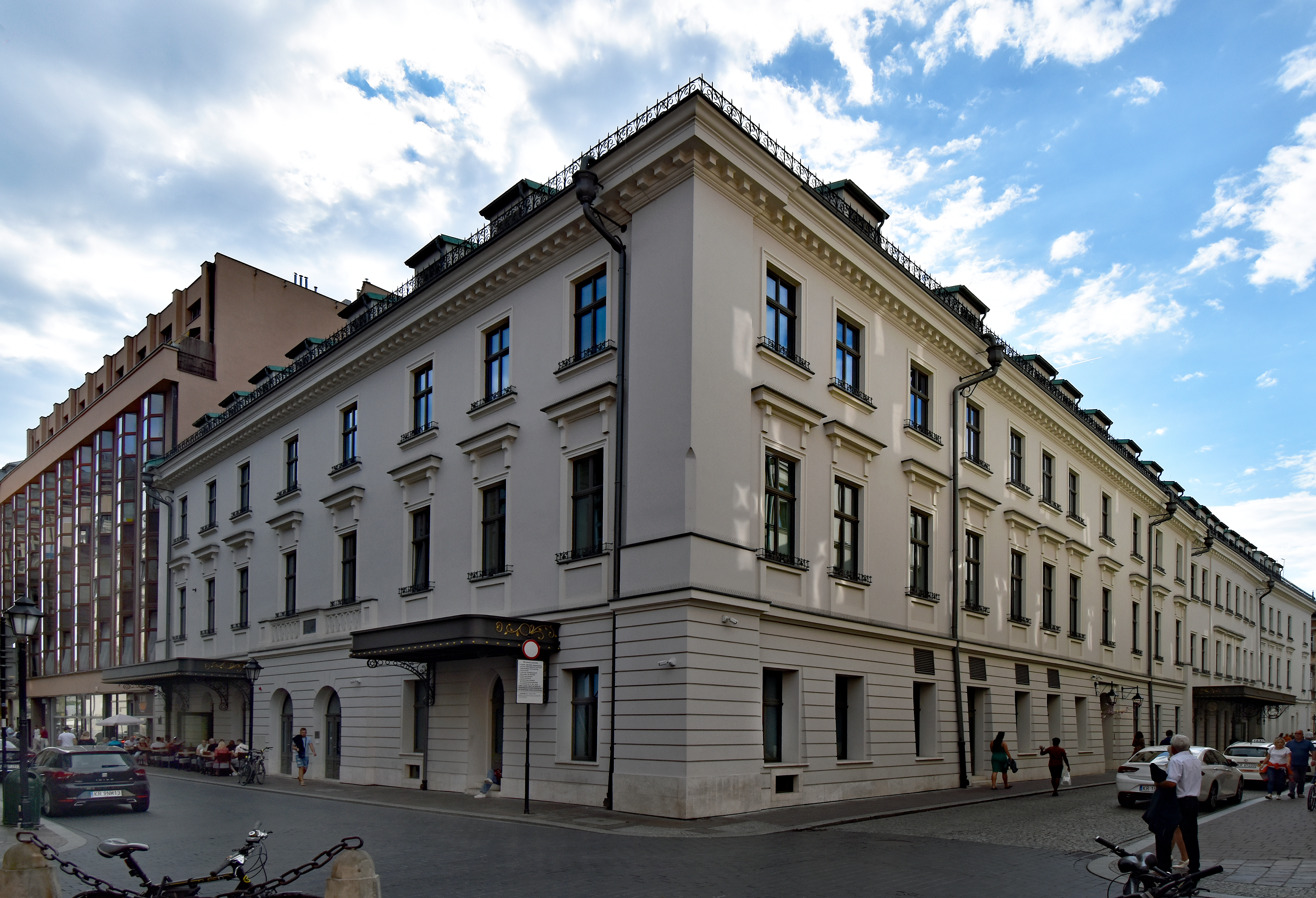
ul. św. Jana 6 Kamienica w kompleksie hotelu Saskiego
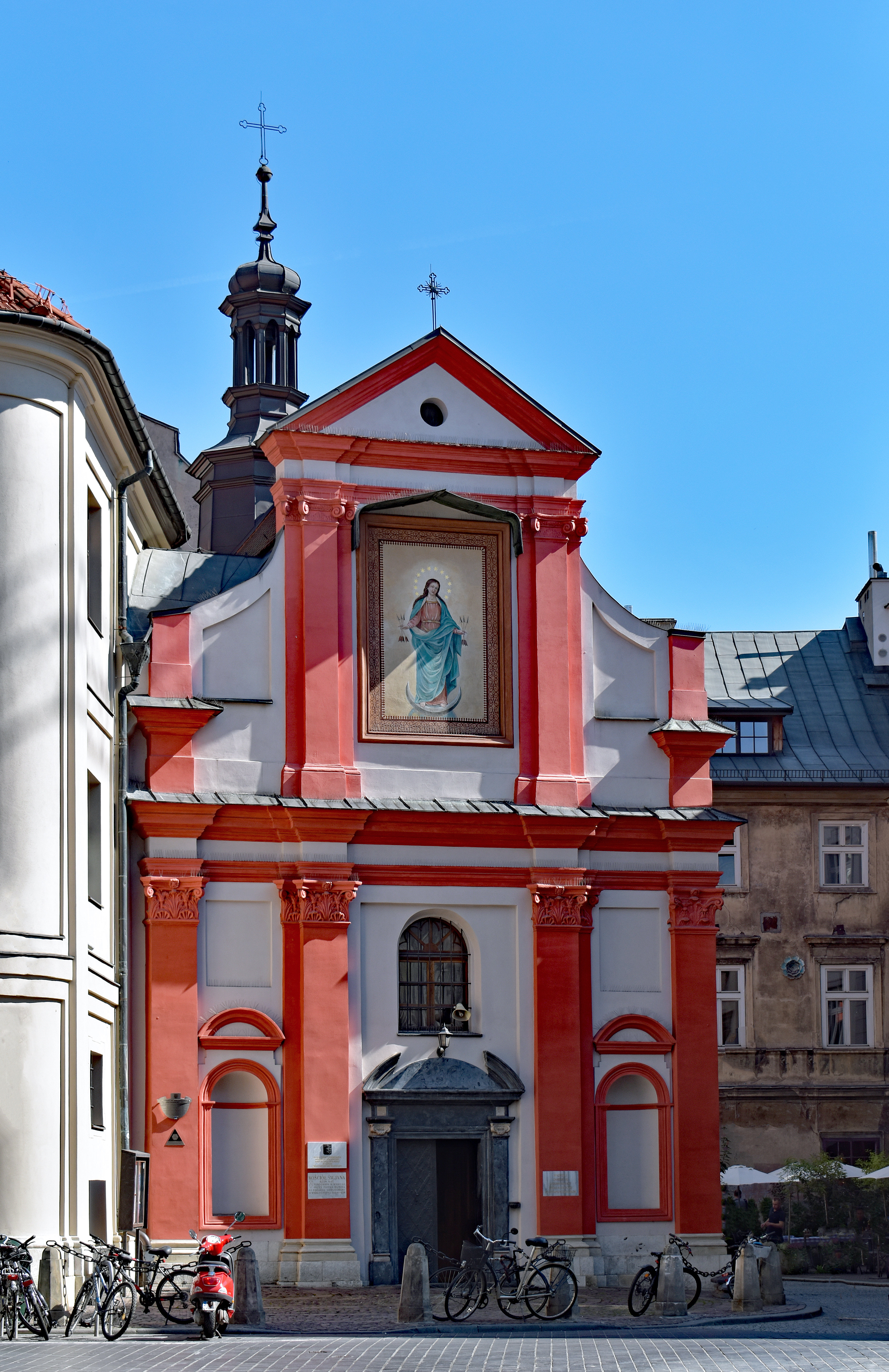
ul. św. Jana 7 Kościół św. Jana Chrzciciela i św. Jana Ewangelisty
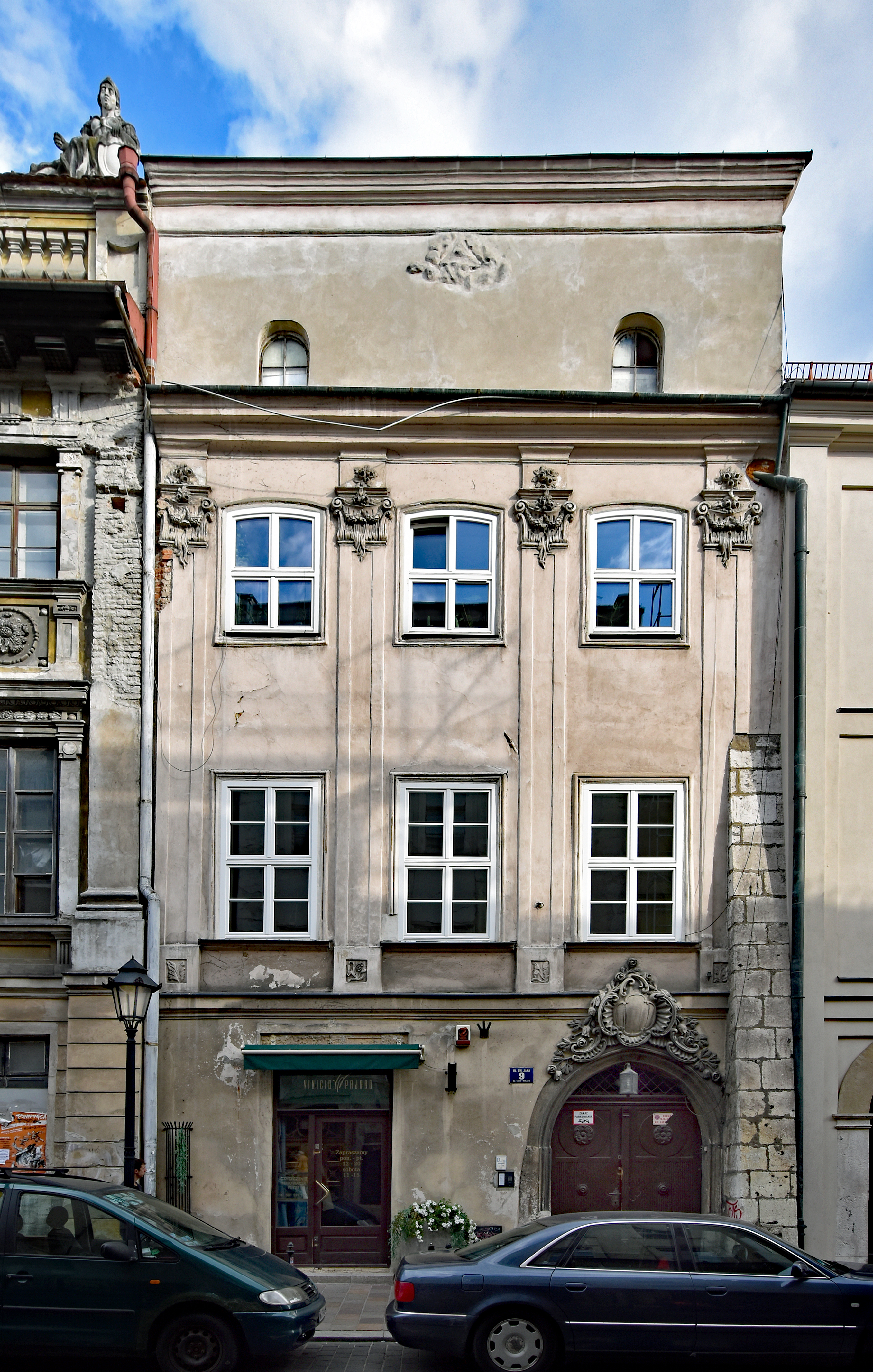
ul. św. Jana 9 Kamienica Bajerowska
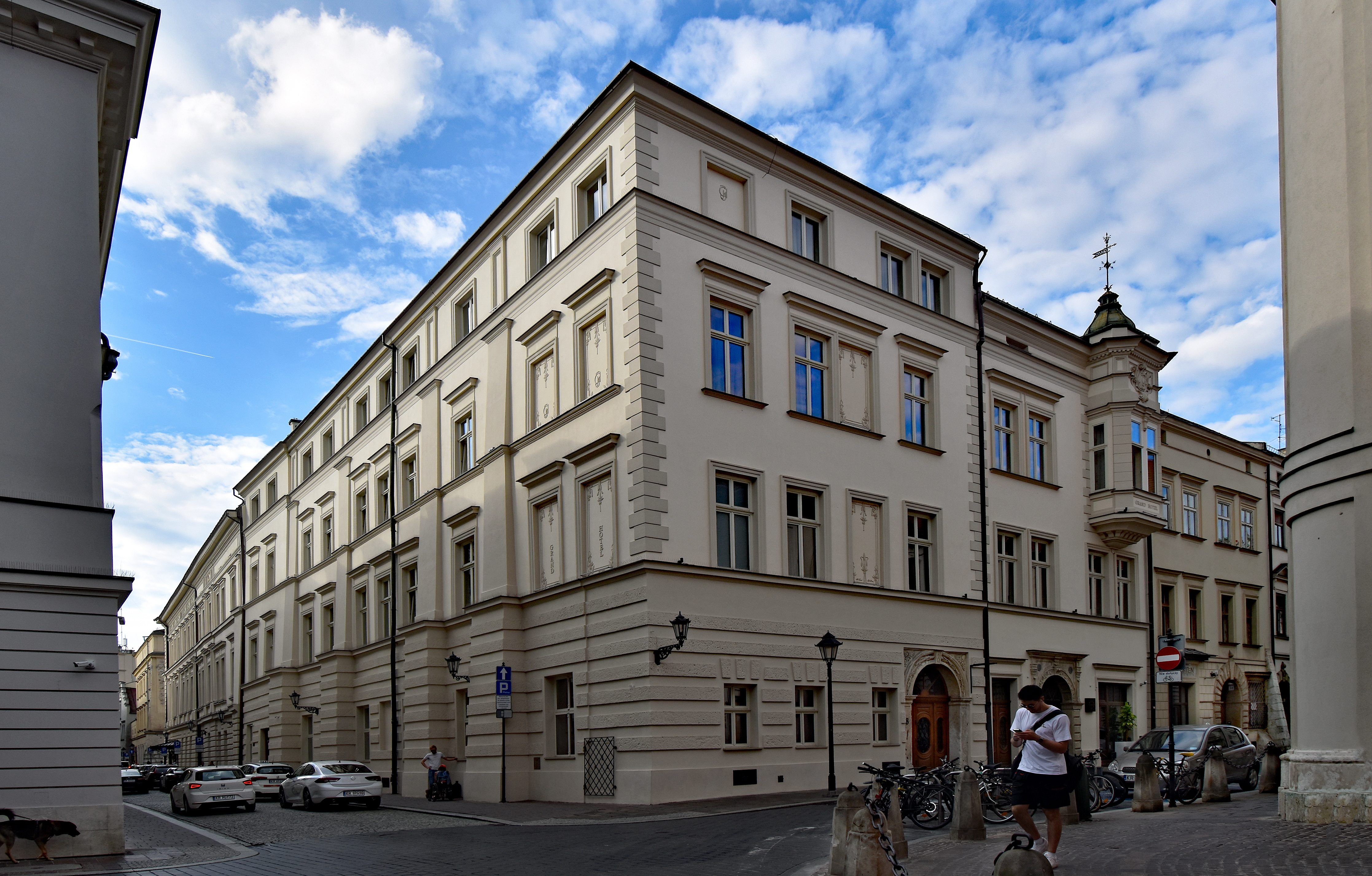
ul. św. Jana 8–10 Kamienice w kompleksie hotelu Grand
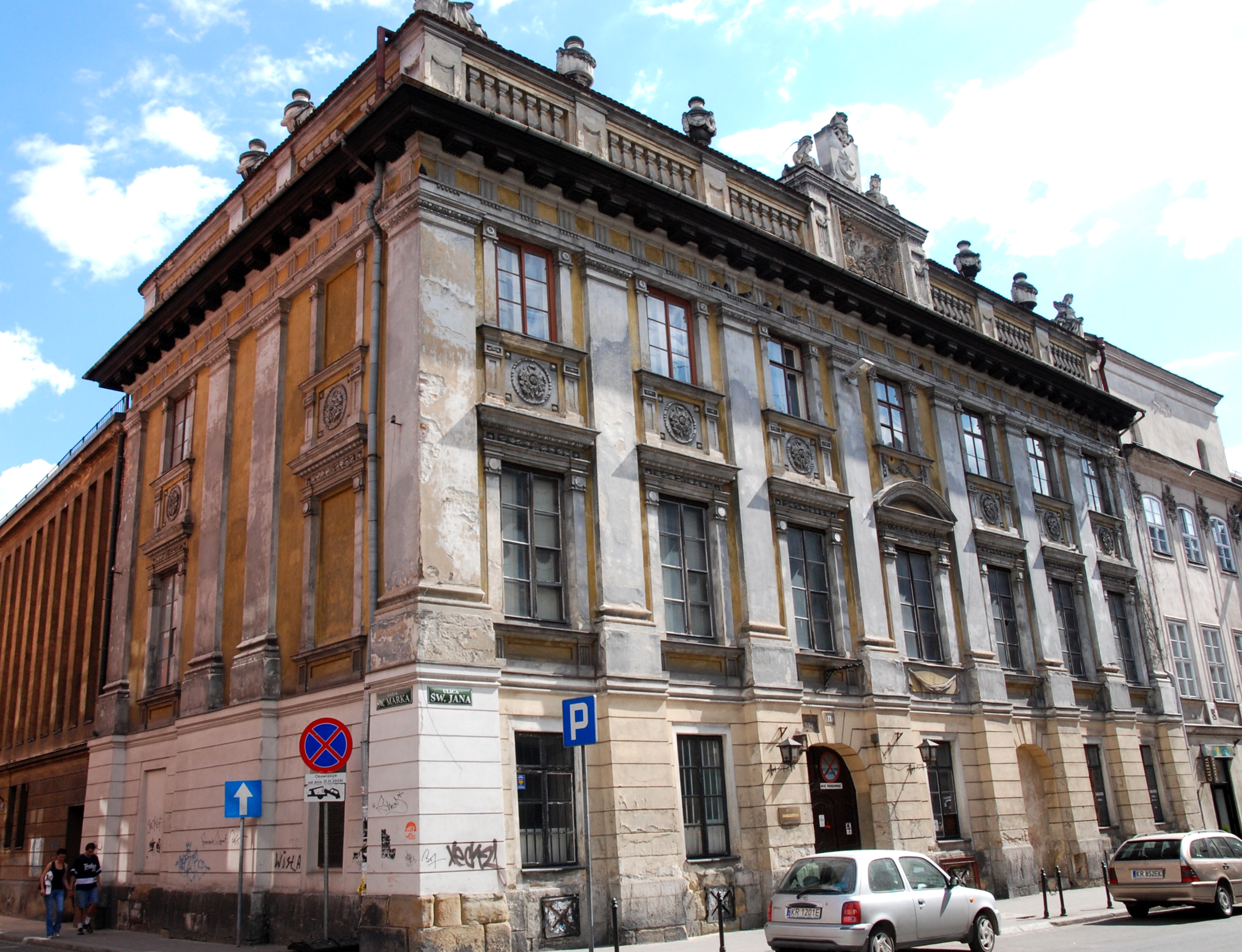
ul. św. Jana 11 Pałac Wodzickich
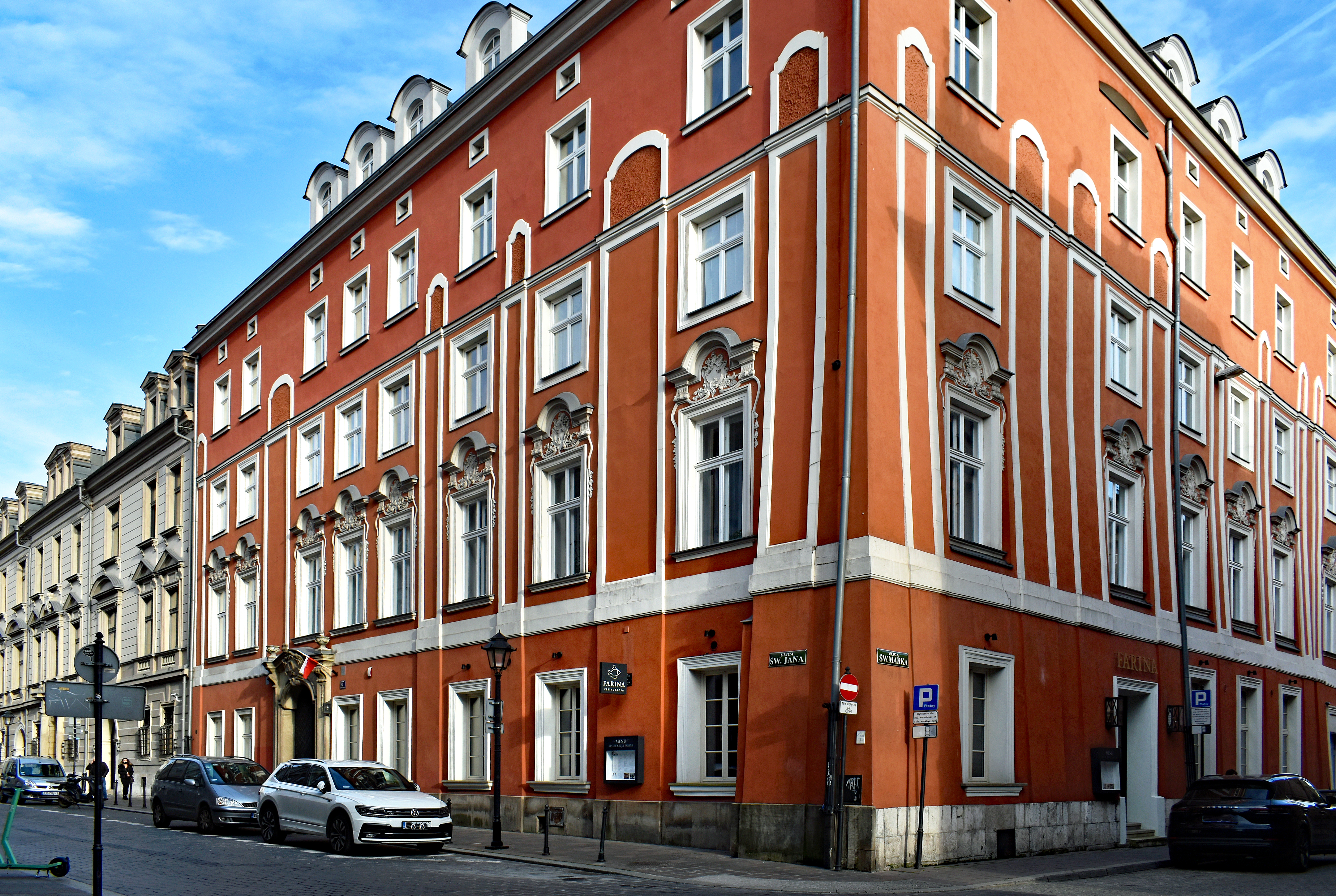
ul. św. Jana 13 Dom Chwalibogowskich
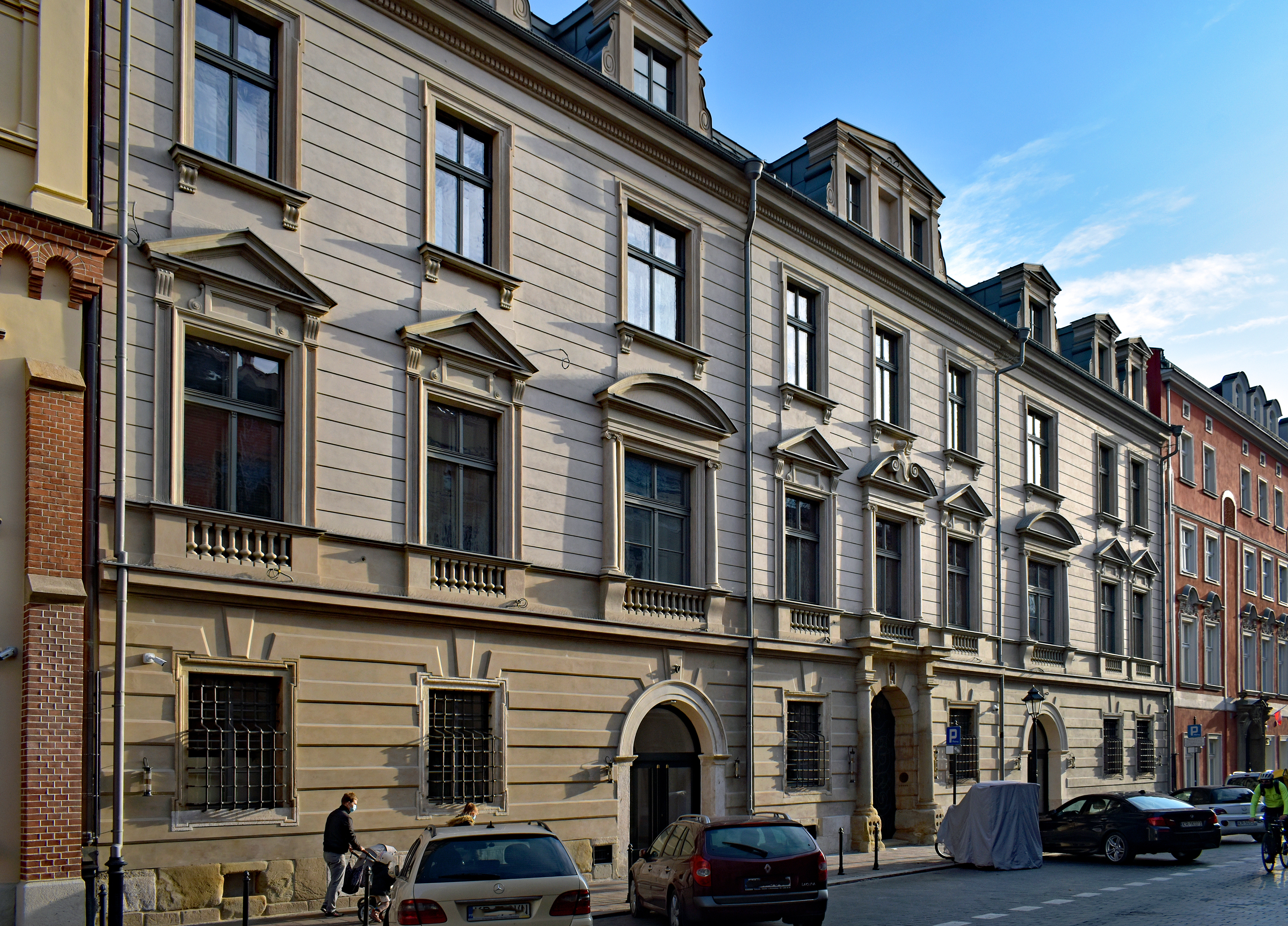
ul. św. Jana 15 Pałac Lubomirskich
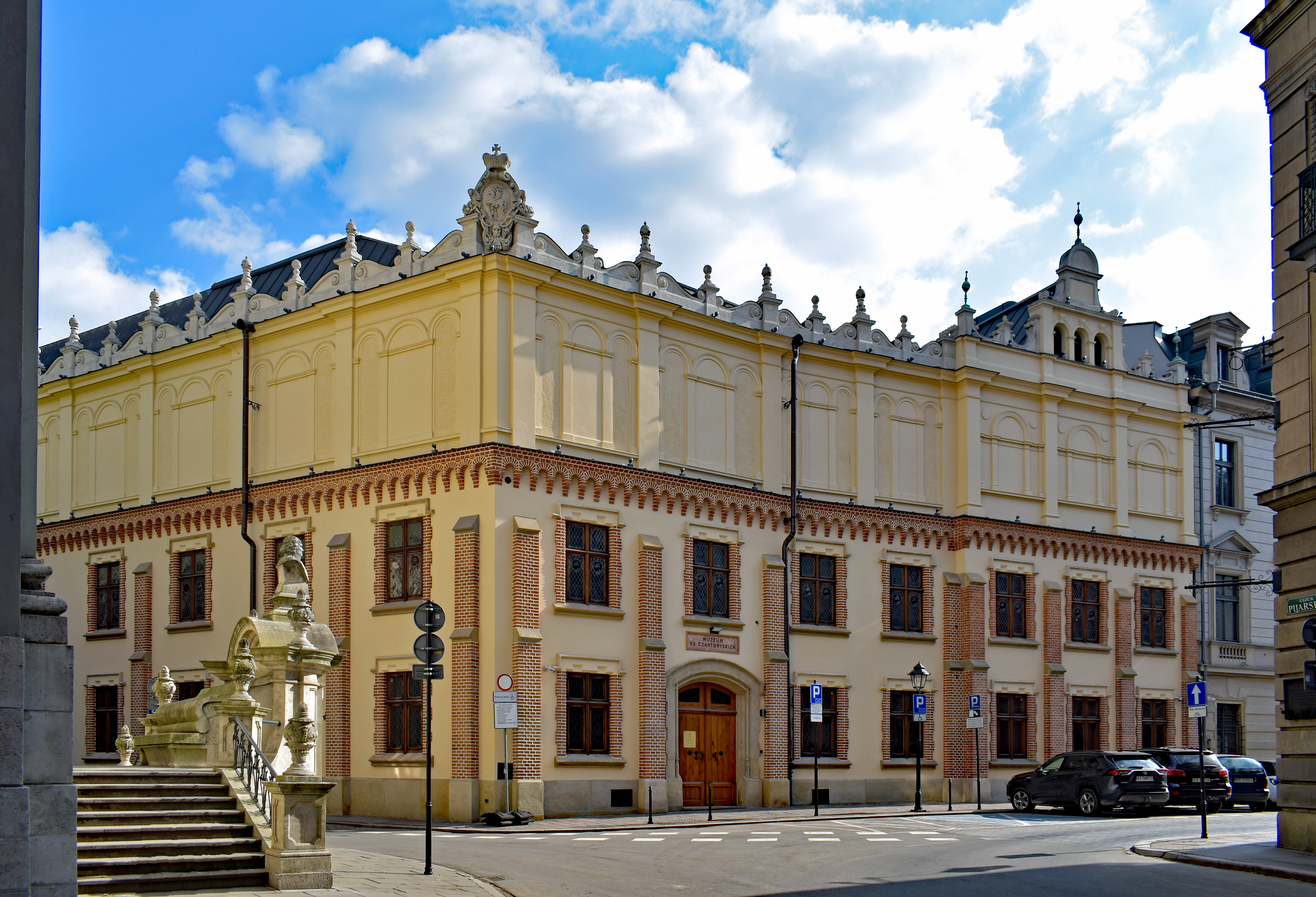
ul. św. Jana 17–19 Pałac Czartoryskich
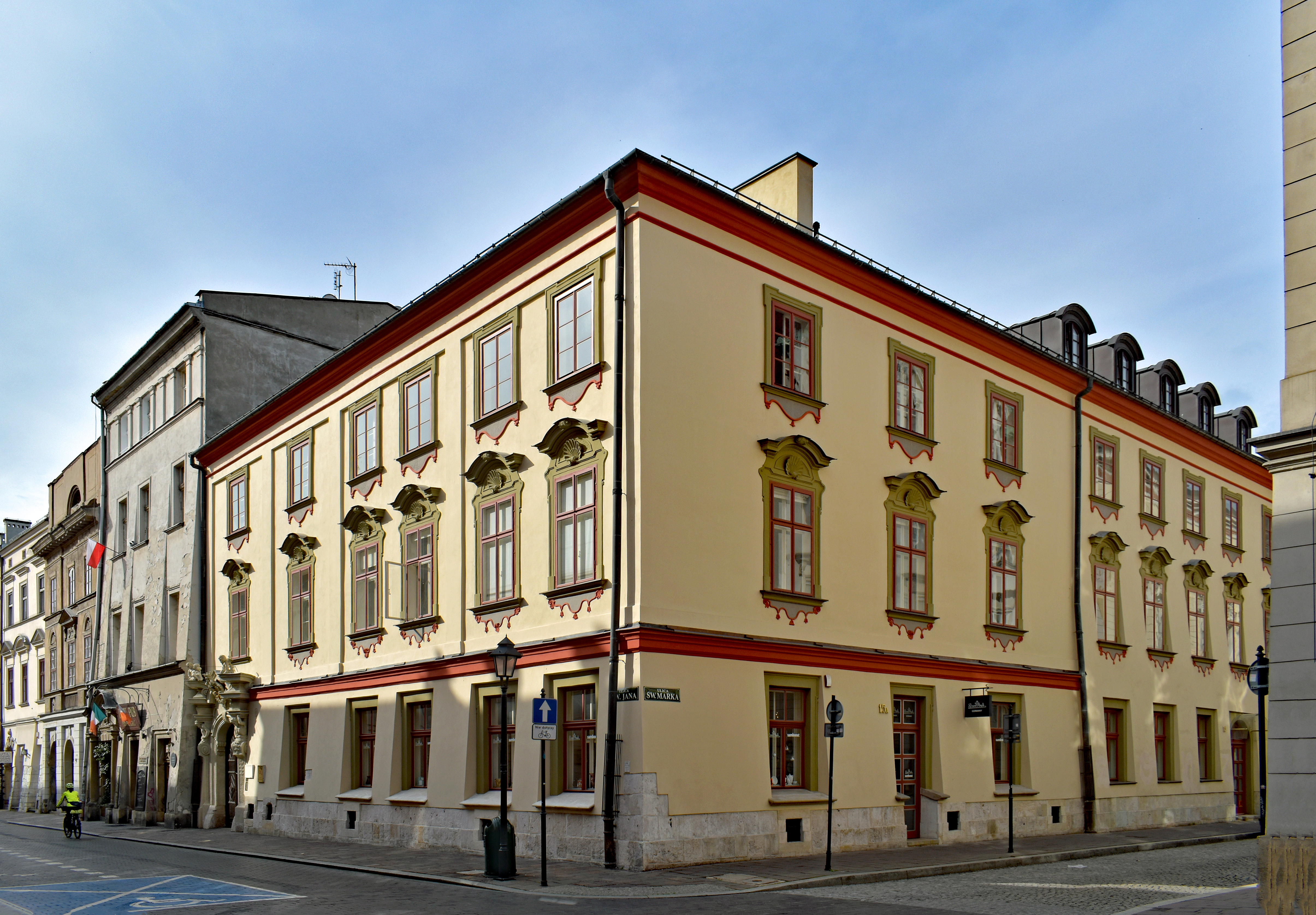
ul. św. Jana 20 Pałac Popielów
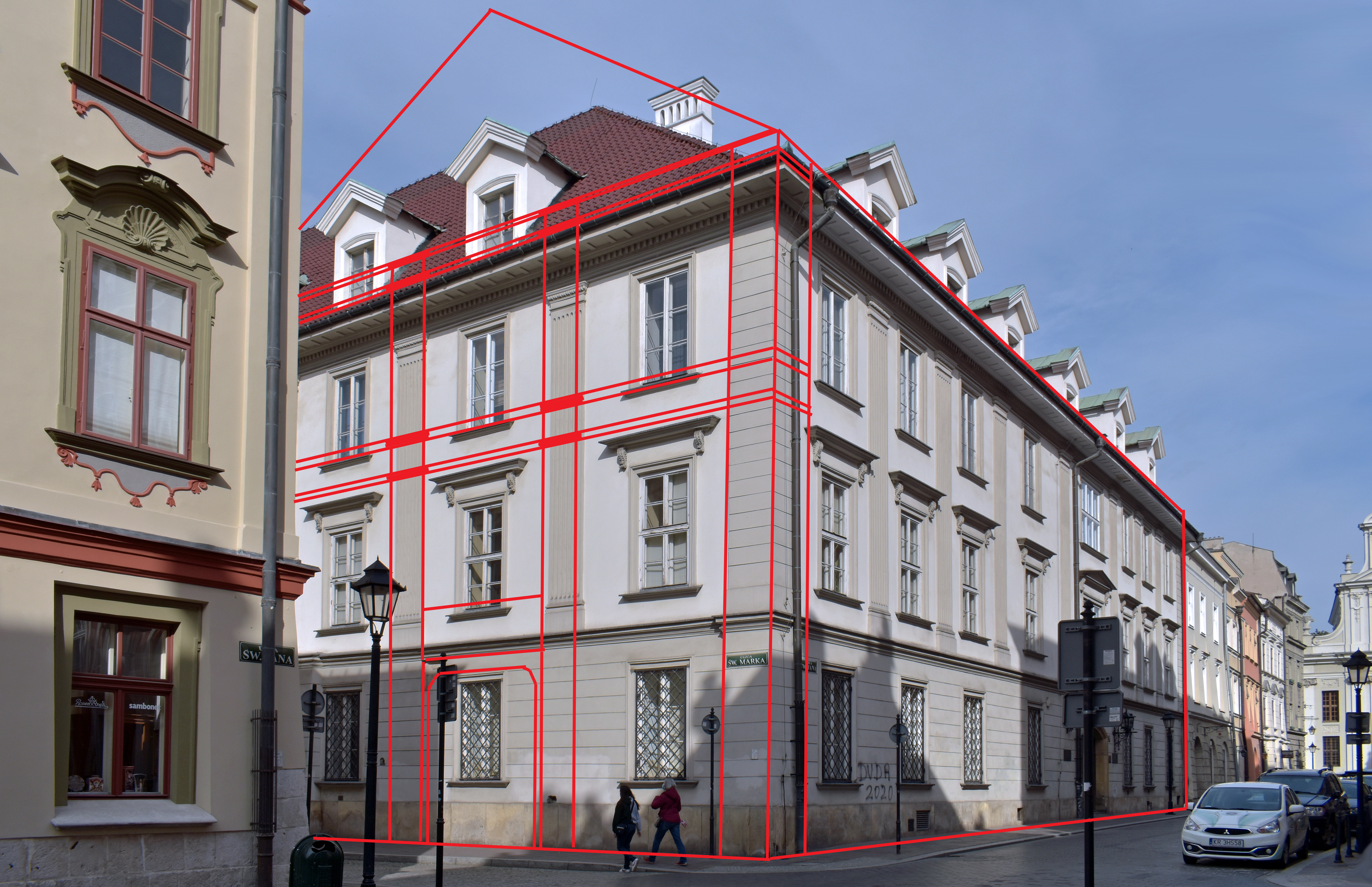
ul. św. Jana 22 Kamienica PAU i zarys dawnego kościoła św. Urszuli
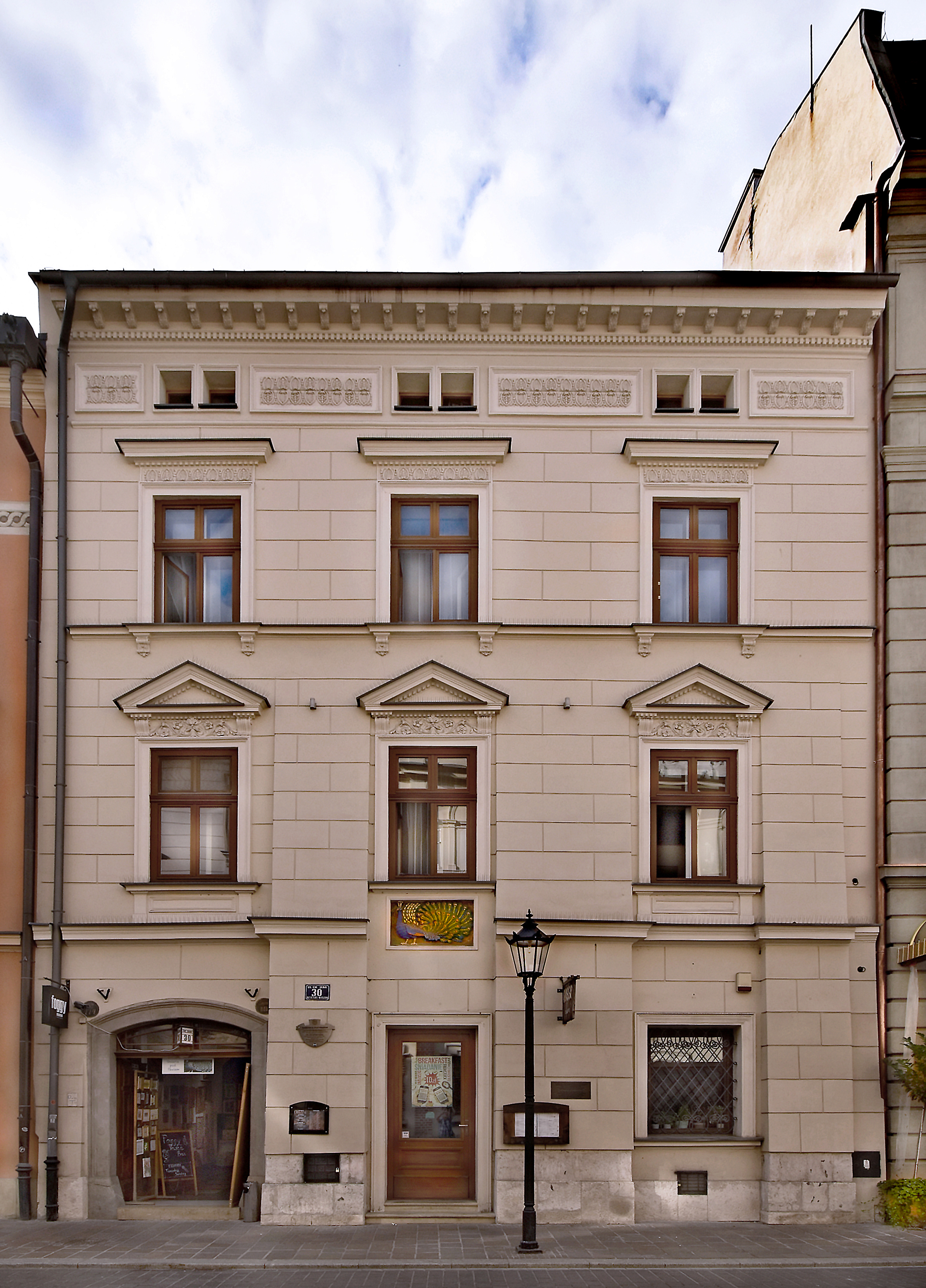
ul. św. Jana 30 Kamienica Pod Pawiem
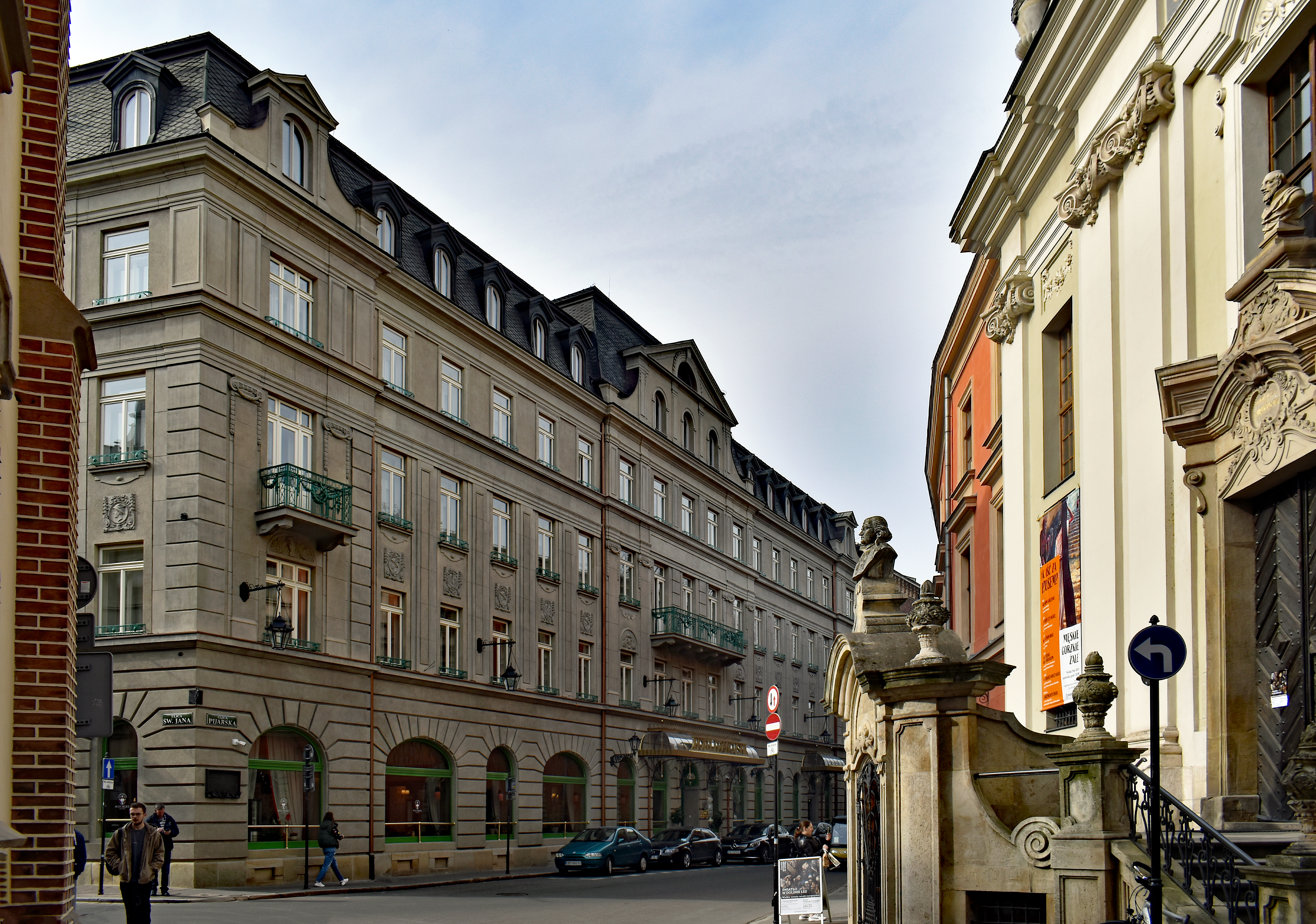
ul. św. Jana 32 Hotel Francuski

## Źródła
- Praca zbiorowa Zabytki Architektury i budownictwa w Polsce. Kraków, Krajowy Ośrodek Badań i Dokumentacji Zabytków, Warszawa 2007, ISBN 978-83-9229-8-1 s. 181–182
- Michał Rożek Przewodnik po zabytkach Krakowa, Wydawnictwo WAM, Kraków 2012, ISBN 978-83-7505-661-7 s. 82–97
- Elżbieta Supranowicz Nazwy ulic Krakowa, Wydawnictwo Instytutu Języka Polskiego PAN, Kraków 1995, ISBN 83-85579-48-6 s. 172–173
- Teresa Stanisławska-Adamczewska, Jan Adamczewski, Krzysztof M. Szwaczka Kraków, ulica imienia..., Oficyna Wydawnicza BiK, Kraków 2021, ISBN 978-83-61466-45-1 s. 102
- Praca zbiorowa Encyklopedia Krakowa, wydawca Biblioteka Kraków i Muzeum Krakowa, Kraków 2023, ISBN 978-83-66253-46-9 t. II s. 568
- Jan Rogóż Portrety ulic Krakowa, Stowarzyszenie Kulturalno-Naukowe „Kraków”, Kraków 2015, ISBN 978-83-938389-2-9 s. 91–109